# Unternehmen Silberfuchs
Unternehmen Silberfuchs war der Deckname einer deutschen Militäroperation der deutschen Wehrmacht während des Zweiten Weltkrieges an der Ostfront in Nordskandinavien. Das Primärziel war die Einnahme der sowjetischen Hafenstadt Murmansk auf der Halbinsel Kola durch Angriffe von finnischem und norwegischem Territorium aus. Durch die erfolgreiche Abwehr des Angriffs konnte für den Rest des Krieges im Hafen von Murmansk durch die Nordmeergeleitzüge von der Sowjetunion dringend benötigtes Kriegsmaterial aus den USA und Großbritannien angelandet werden.

## Planung und Vorbereitung

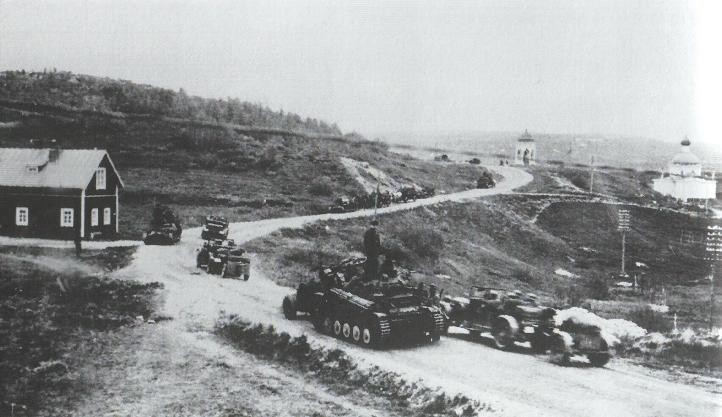
Eine Marschkolonne der I./Panzer-Abt. z. b. V.40 während des Vormarsches auf Kuusamo im Juli 1941

Im Januar 1941 wurde der deutsche Offizier Erich Buschenhagen nach Finnland geschickt, um die Möglichkeit einer finnisch-deutschen Zusammenarbeit gegen die Sowjetunion zu erkunden. Seit Juli 1940 waren in Deutschland Pläne entstanden, um die Nickelgruben von Petsamo als einzige relevante Quelle Deutschlands für diesen kriegswichtigen Rohstoff im Falle eines weiteren bewaffneten Konfliktes zwischen Finnland und der Sowjetunion zu besetzen (Unternehmen Rentier). Im Februar 1941 kamen Deutsche und Finnen bezüglich der Planungen zu Unternehmen Silberfuchs überein und deutsche Soldaten wurden vom Armeeoberkommando Norwegen nach Nordfinnland verlegt. Die Truppenverlegungen wurden unter den Codenamen Blaufuchs I und Blaufuchs II geplant und fanden im Juni 1941 statt. Die deutsche Armeegruppe bestand aus vier Divisionen: der 169. Infanterie-Division, der 6. SS-Gebirgs-Division „Nord“, der 2. und 3. Gebirgs-Division sowie zwei Panzerabteilungen (40 und 211), insgesamt 68.000 deutsche Soldaten und 190 Flugzeuge. Zusätzlich zu den deutschen Truppen sollten auch die finnische 3. und 6. Division sowie einige weitere unabhängige finnische Grenzeinheiten teilnehmen.
Nach der Sicherung Petsamos sollten Phase zwei und drei eingeleitet werden: Unternehmen Platinfuchs und Unternehmen Polarfuchs. Innerhalb von Unternehmen Platinfuchs war geplant, dass die 2. und 3. Gebirgs-Division unter Eduard Dietl zusammen mit einigen finnischen Grenzeinheiten direkt auf Murmansk vorrückt und die Stadt einnimmt. Analog sollte weiter im Süden Unternehmen Polarfuchs beginnen. Hier sollte das XXXVI. Gebirgskorps (bestehend aus den restlichen deutschen sowie der finnischen 6. Division) unter General Hans Feige zusammen mit dem finnischen III. Korps (bestehend aus finnischen Grenzeinheiten und der finnischen 3. Division) unter General Hjalmar Siilasvuo die Stadt Salla zurückerobern und dann Richtung Kandalakscha vorzurücken, um so den Weg nach Murmansk zu blockieren.
Die Operation war als Blitzkrieg geplant. Dietl meinte zuversichtlich: „In drei Tagen sind wir in Murmansk.“

## Durchführung

### Unternehmen Rentier

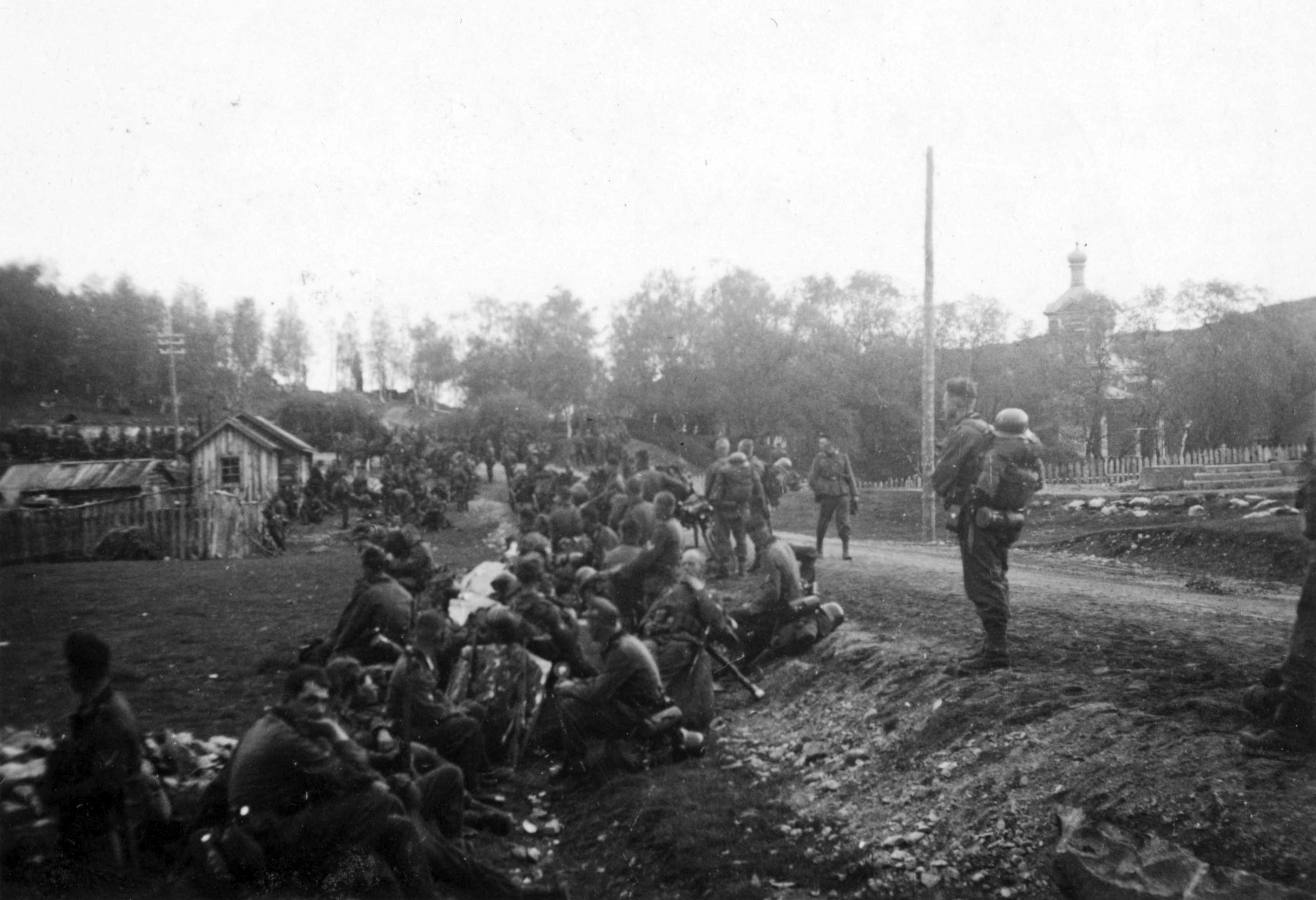
Deutsche Gebirgsjäger bei der Rast im Ort Boris Gleb während des Vormarsches in Richtung Murmansk am ersten Kriegstag dem 22. Juni 1941

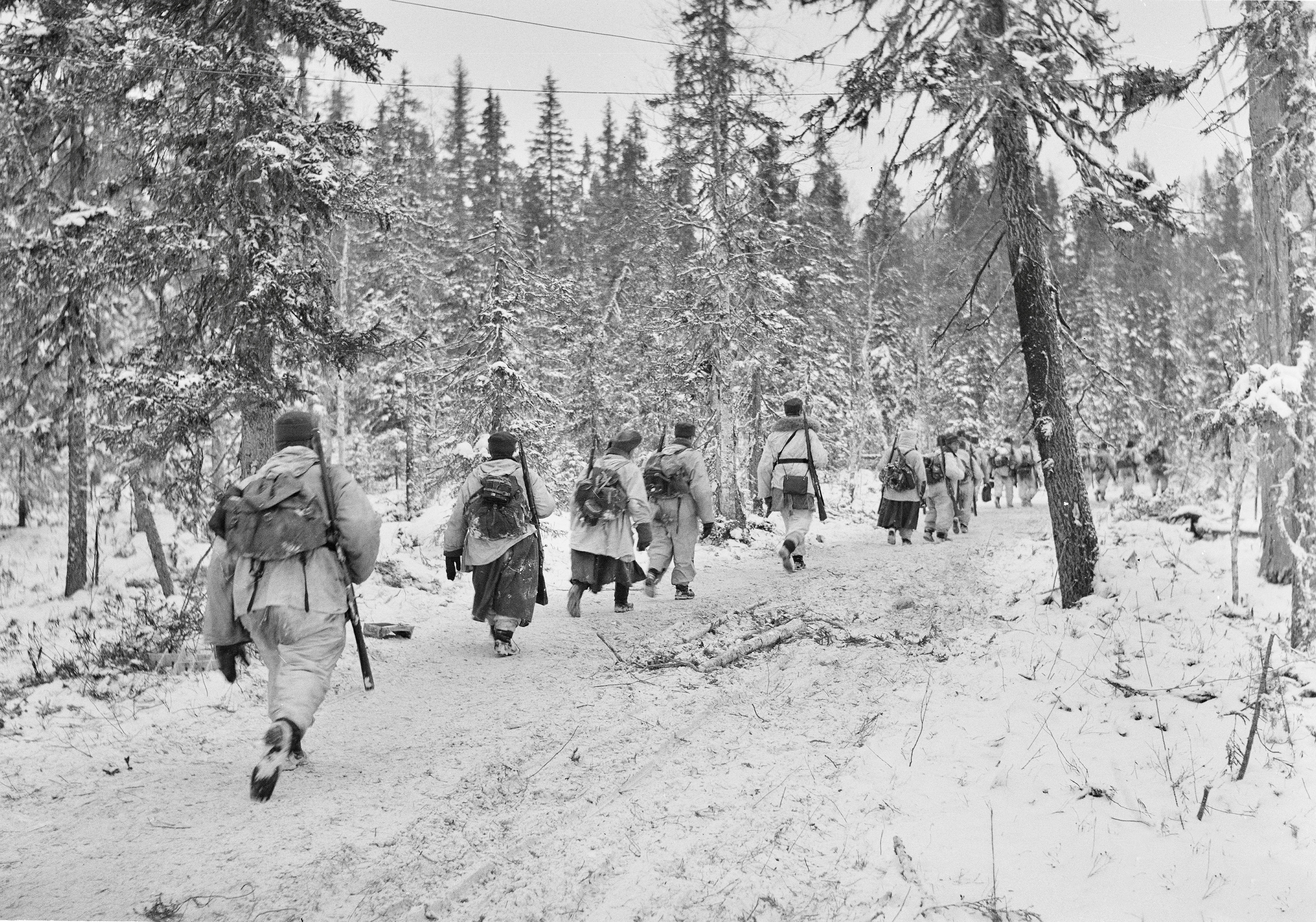
Vormarsch finnischer Soldaten in arktischen Wäldern östlich von Kestenga in Richtung der Murmansker Eisenbahn bei Loukhi

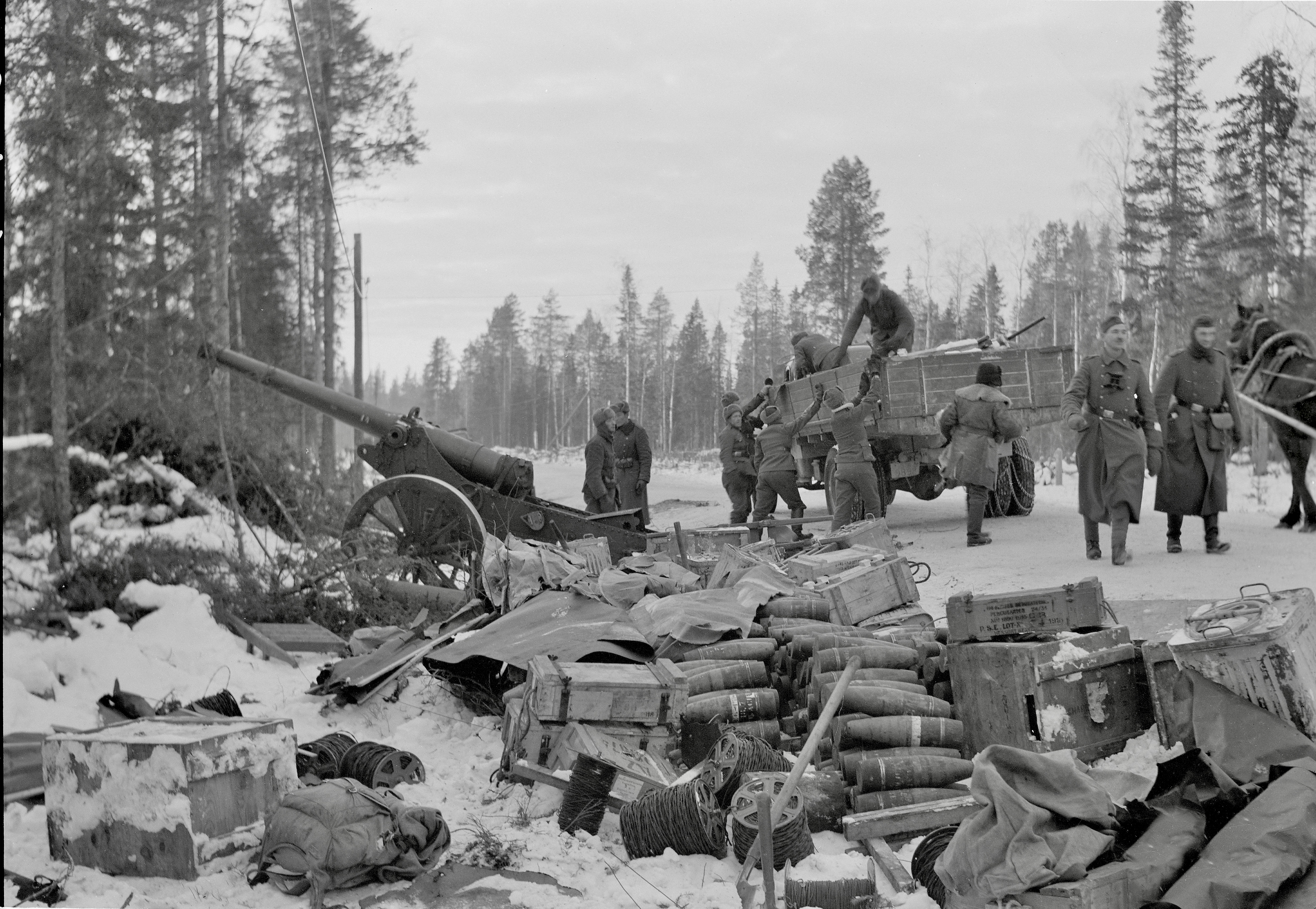
Durch finnische Soldaten erbeutete sowjetische Ausrüstungsgegenstände im Gebiet östlich von Kestenga

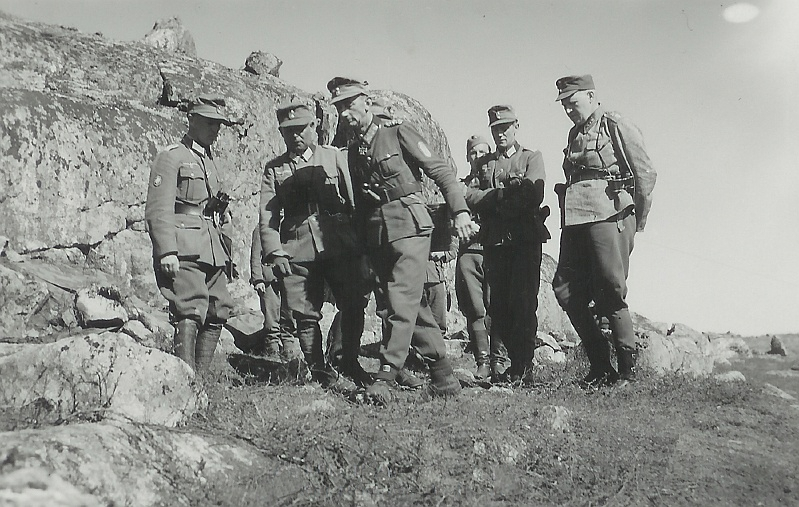
General der Gebirgstruppe Eduard Dietl während des Vormarsches in Lappland

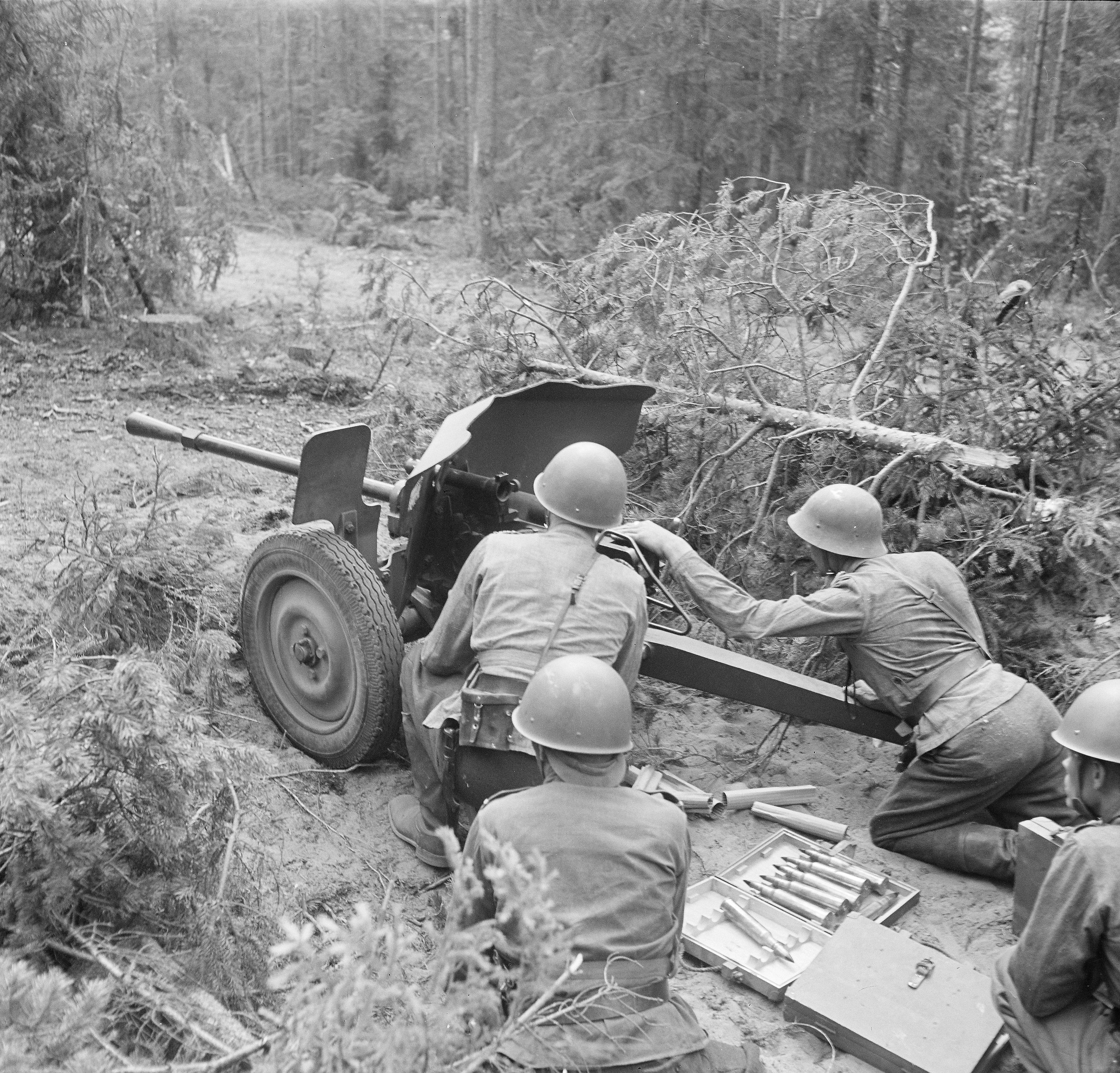
Finnische Soldaten an einer Panzerabwehrkanone am 25. Juni 1941

Unternehmen Rentier wurde am selben Tag wie das Unternehmen Barbarossa (der Überfall auf die Sowjetunion) begonnen, dem 22. Juni 1941. Die zwei Divisionen des Gebirgskorps Norwegen rückten in Petsamo ein und der Befehlshaber, General der Gebirgstruppe Eduard Dietl, begann eine Umorganisation der Truppenteile für die nächste Phase. Gleichzeitig bereitete sich das XXXVI. Armeekorps unter General der Infanterie Hans Feige auf das Unternehmen Polarfuchs vor.

### Unternehmen Platinfuchs
Am 29. Juni 1941 wurde mit der Operation Platinfuchs begonnen. Die 2. und 3. Gebirgs-Division unter Dietl überschritten zusammen mit einigen finnischen Grenzeinheiten die Grenze. Ihnen gegenüber standen die sowjetische 14. und 52. Division sowie eine ganze Reihe von Ad-hoc-Einheiten, die im Laufe der Operation aus Marinesoldaten der sowjetischen Nordflotte gebildet wurden. Die Operation hatte von Beginn an mit großen Schwierigkeiten zu kämpfen: Das arktische Terrain war sehr schwierig für Bodentruppen und verlangsamte den Vormarsch ungemein. Des Weiteren hatten die Deutschen keine akkuraten Karten und mussten so größtenteils durch unbekanntes Gelände über freies Feld vorrücken. Gleichwohl war der Vormarsch anfangs erfolgreich. Die Deutschen konnten die sowjetischen Einheiten beim Titowka Fluss sowie am Hals der Fischerhalbinsel zurückdrängen. Danach rückten die deutschen Truppen gegen heftigen sowjetischen Widerstand bis zum Fluss Liza vor. Anfang Juli musste der Vormarsch wegen Nachschubschwierigkeiten aber gestoppt werden. Die Deutschen mussten nun eine 57 km lange Frontlinie durch schweres Terrain halten. Alle weiteren Angriffsversuche im Juli schlugen fehl. 
Gelände und Feind waren weit unterschätzt worden. Die sowjetischen Soldaten schlugen sich erbittert und zäh, im für die Verteidigung besonders günstigen Tundrengelände. Die sowjetischen Verbände lagen überall versteckt in gut ausgebauten Feldbefestigungen, bei denen jede Vertiefung, jeder Steinriegel, jeder Felsblock eine Festung für sich bildeten.
Dietl verlangte weitere Verstärkungen. Diese wurden ihm durch Übertragung der 6. Gebirgs-Division gewährt, die die abgekämpfte 3. Gebirgs-Division ablöste. Nur deren Gebirgs-Jäger-Regiment 139 blieb an der Lapplandfront. Außerdem wurden ihm das Infanterie-Regiment 388 und das SS-Infanterie-Regiment 9 aus Norwegen zugewiesen.
Ständige Angriffe von sowjetischen und britischen Schiffen auf deutsche Transport- und Nachschubschiffe verhinderten jedoch ein Eintreffen der 6. Gebirgs-Division vor Oktober. Trotzdem startete Dietl am 8. September eine neue Offensive. Diese endete in einem Desaster: Die beiden SS-Einheiten, welche nicht für arktische Kriegführung ausgebildet worden waren, erlitten hohe Verluste, ohne dass Bodengewinne erzielt werden konnten. Während sich die Nachschubsituation für die deutschen Angreifer immer weiter verschlechterte, traf hingegen für die Rote Armee zunehmend Nachschub an Truppen und Material ein. Am 22. September 1941, nach mehreren vergeblichen Versuchen, den Fluss Liza zu überqueren beziehungsweise den Brückenkopf über den Fluss zu erweitern, sah Dietl ein, dass das Unternehmen Platinfuchs gescheitert war; Murmansk blieb in sowjetischer Hand. Die Frontlinie erstarrte weitgehend für rund zwei Jahre, bis sich die deutschen Divisionen im Rahmen des Unternehmens Nordlicht ab Ende 1944 nach Norwegen zurückzogen. Die deutschen Gesamtverluste während Operation Platinfuchs betrugen 10.300 Mann (Tote, Verwundete und Vermisste).

### Unternehmen Polarfuchs
Die Unternehmen Platinfuchs und Polarfuchs wurden am gleichen Tag begonnen. Bei letzterem sollte das XXXVI. Armeekorps unter General Hans Feige Kandalakscha von Salla aus angreifen, um dann weiter von Süden aus auf Murmansk vorzurücken. Als Absicherung sollte weiter südlich das finnische III. Korps, hauptsächlich bestehend aus der finnischen 3. Division, in zwei Gruppen die Städte Kiestinki und Uchta einnehmen, dann weiter auf Kem und Loukhi vorrücken und dort die Eisenbahnstrecke nach Murmansk unterbrechen. Die finnischen Truppen standen deswegen unter deutschem Oberkommando. Auch hier hatten die deutschen Truppen von Anfang an Probleme mit dem schweren Terrain. Zusätzlich entpuppte sich die SS-Division „Nord“ als sehr ungeeignet für die arktische Kriegführung. Den Deutschen gegenüber standen drei sowjetische Divisionen (die 122. Schützen-Division, die 104. Schützen-Division und die 1. Panzer-Division).
Der deutsche Vormarsch begann langsam, gegen schweren Widerstand wurde Salla am 8. Juli eingenommen. Danach wurden die Deutschen bei den Städten Alakurtti und Kayrala gestoppt, weitere Angriffe im Juli scheiterten. Die finnischen Truppen im Süden kamen wesentlich besser mit dem Terrain zurecht und rückten schnell vor. Ihnen gegenüber stand die sowjetische 54. Schützen-Division. Die Finnen kesselten mehrere sowjetische Einheiten ein und fügten diesen große Verluste zu. Am 7. August wurde Kestenga eingenommen und der Vorstoß weiter Richtung Osten fortgesetzt. Der Angriff auf Uchta dagegen wurde zurückgeschlagen und die Sowjets verlegten mehrere Einheiten (u. a. die 88. Schützen-Division) in das Gebiet. Aufgrund der guten finnischen Fortschritte wurde die SS-Division „Nord“ nach Süden verlegt, um die Finnen zu unterstützen. Am 30. Oktober begann eine neue Offensive östlich von Kestenga, bei der ein sowjetisches Regiment einkesselt wurde. Die Kämpfe dauerten bis zum 13. November. Aufgrund diplomatischen Drucks seitens der USA brach Finnland den Angriff am 17. November ab.
Während des finnischen Vormarschs begannen die Deutschen Anfang August im Norden auch mit einer neuen Offensive, welche die Sowjets bis zum September auf ihre alten Grenzbefestigungen von 1939 am Fluss Voyta zurückwarf. Nachdem mehrere Frontalangriffe gegen die stark befestigten sowjetischen Stellungen nur geringe Geländegewinne gebracht hatten, wurde auch diese Offensive Ende September eingestellt. Damit endete die Operation Polarfuchs.

## Folgen

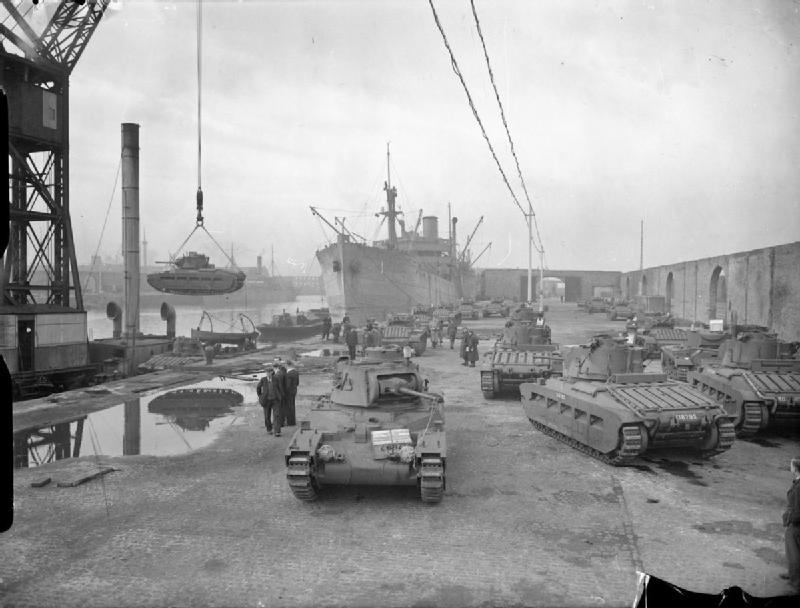
Verladung britischer Matilda-Panzer im Hafen von Liverpool am 17. Oktober 1941 für Nordmeergeleitzüge Richtung der beiden einzigen eisfreien sowjetischen Hafenstädte Murmansk und Archangelsk

Das Missglücken des Unternehmens Silberfuchs beeinflusste den Fortgang des Krieges. Während alle anderen sowjetischen Kampflinien zusammengebrochen waren, konnte die Rote Armee die nördliche Front halten. Die schlussendliche deutsche Niederlage in Finnland wurde von verschiedenen Faktoren ausgelöst, maßgeblich dadurch, dass das Gelände das rasche Vorrücken verhinderte. Eines der Hauptmittel der Taktik des Blitzkrieges zum Durchbrechen feindlicher Linien war damit nicht anwendbar. Ein Problem war auch, dass der nördliche Kriegsschauplatz nicht wie beim Unternehmen Barbarossa vom Oberkommando des Heeres, sondern direkt vom Oberkommando der Wehrmacht geleitet wurde. Verstärkungen waren hierbei nicht vorgesehen und eine wirksame Koordination des Vorgehens mit dem der finnischen Verbündeten fand nicht statt. Vor allem die SS-Einheiten aus Norwegen, welche eher als Polizei-Einheiten konzipiert waren, schlugen sich sehr schlecht. Letztendlich wurde die nördliche Front von der deutschen Führung von Anfang an als Nebenkriegsschauplatz angesehen. Auch die wenigen Verstärkungen und die schlechte Nachschublage waren Gründe, warum die Operation scheiterte.
Der Hafen von Murmansk konnte nicht eingenommen werden, so dass dort weiterhin Kriegsmaterial aus den USA und aus Großbritannien angelandet werden konnte.